# Trematomus scotti
Trematomus scotti és una espècie de peix pertanyent a la família dels nototènids.

## Descripció
- Pot arribar a fer 16 cm de llargària màxima.[6][7]

## Alimentació
Menja principalment poliquets, eufausiacis, amfípodes i, en menor mesura, isòpodes.

## Depredadors
A l'Antàrtida és depredat per Cygnodraco mawsoni.

## Hàbitat
És un peix d'aigua marina, demersal i de clima polar (60°S-78°S) que viu entre 20 i 793 m de fondària.

## Distribució geogràfica
Es troba a l'oceà Antàrtic: les illes Shetland del Sud i Òrcades del Sud, els mars de Weddell i de Ross, la badia de Breid i la península Antàrtica.

## Observacions
És inofensiu per als humans.